# 道格拉斯·瓦倫丁
道格拉斯·瓦倫丁（英語：Douglas Valentine，1949年—）是一名美國作家，撰有數本非小說類書籍。
他的知名作品為1990年出版的《鳳凰行動：美國在越南的恐怖活動》（The Phoenix Program: America’s Use of Terror in Vietnam），探討了美國中情局在越戰期間的行動。2017年，他出版了另一部有關中情局的著作《The CIA as Organized Crime》。
瓦倫丁是全美作家協會會員。

## 外部連結
- 官方网站 （英文）
- 道格拉斯·瓦倫丁的X（前Twitter） （英文）